# 포르티치
포르티치(이탈리아어: Portici)는 이탈리아 캄파니아주 나폴리현에 위치한 코무네다. 포르티치 궁전이 위치해 있다

## 역사
이 도시는 1631년 베수비오의 분화로 완전히 파괴되었으나 재건되었다. 스페인과 나폴리, 시칠리아의 왕인 카를로스 3세가 이곳에 1738년과 1748년에 걸쳐 궁전을 건설했다.